# 316
316 (CCCXVI) je bilo prestopno leto, ki se je po julijanskem koledarju začelo na nedeljo.

## Dogodki
- 1. januar

## Smrti
- Dioklecijan, rimski cesar (* 245)